# Flavio Conceição
Flávio da Conceição (Santa Maria da Serra, 1974. június 13. –) brazil labdarúgó, pályafutása alatt számos trófeát gyűjtött be klubcsapataival.
Conceição a brazil Rio Branco EC-nél kezdte pályafutását 1992-ben. Egy évvel később csatlakozott a Palmeirashoz, ahol több, mint 100 mérkőzésen lépett pályára 3 év alatt. Így keltette fel a spanyol Deportivo La Coruña érdeklődését, akik az 1996-os atlantai olimpia után 6,3 millió euróért igazolták le.

## Sikerei, díjai
- Campeonato Brasileiro Série A: 1993, 1994
- Campeonato Paulista: 1994, 1996
- CONMEBOL olimpia előtti verseny: 1996
- Copa América: 1997, 1999
- Konföderációs kupa: 1997
- UEFA Bajnokok Ligája: 2002
- UEFA-szuperkupa: 2002
- Interkontinentális kupa: 2002
- La Liga: 2000, 2001, 2003
- Török kupa: 2005
- Teresa Herrera trófea: 1998
- Alicante kupa: 2000, 2001